# کوراکش (ورزقان)
کوراکش یکی از روستاهای استان آذربایجان شرقی است که در دهستان ارزیل بخش خاروانا شهرستان ورزقان واقع شده‌است.
جمعیت این روستا، برپایهٔ نتایج سرشماری عمومی نفوس و مسکن سال ۱۳۸۵ خورشیدی،۱۰۰ نفر بوده‌است.
روستایی در ورزقان بخش دیزمار.